# Cord Benecke
Cord Benecke (geb. 1965) ist ein deutscher Emotions- und Psychotherapieforscher, Psychoanalytiker und Professor für Klinische Psychologie und Psychotherapie.

## Werdegang
Benecke wuchs auf einem Bauernhof in der Lüneburger Heide auf und reiste vor Beginn seines Studiums fast ein Jahr lang durch Afrika. Anschließend studierte er von 1987 bis 1994 Psychologie an der Universität des Saarlandes und war bereits in seiner Diplomarbeit mit Fragen zur Psychotherapieforschung beschäftigt, die später zu einem Schwerpunkt seiner Tätigkeit wurde. Nach dem Studium war er bis zu seiner Promotion im Jahr 2001 als wissenschaftlicher Mitarbeiter im Bereich klinische Psychologie bei dem Affektforscher Rainer Krause tätig. Seine Dissertation wurde 2002 unter dem Titel Mimischer Affektausdruck und Sprachinhalt im psychotherapeutischen Prozeß veröffentlicht. Sie wurde mit dem Prädikat summa cum laude bewertet.
Von 1995 bis 2002 absolvierte Benecke eine psychoanalytische Weiterbildung am Saarländischen Institut für Psychoanalyse und Psychotherapie, einer der Deutschen Psychoanalytischen Gesellschaft (DPG) angeschlossenen Weiterbildungseinrichtung. Im Jahr seines Examens erhielt er die Approbation als Psychologischer Psychotherapeut mit der Fachkunde für Analytische Psychotherapie sowie für Tiefenpsychologisch fundierte Psychotherapie.
Im Jahr 2002 erhielt er am Hanse-Wissenschaftskolleg ein Stipendium für den Bereich kognitive Neurowissenschaften. Von 2002 bis 2003 war Benecke am Institut für Theoretische und Angewandte Psychoanalyse der Universität Bremen bei Ellen Reinke wissenschaftlicher Mitarbeiter. Danach war er bis 2006 bei Eva Bänninger-Huber am psychologischen Institut der Universität Innsbruck tätig, wo er 2004 habilitiert wurde. Seine Habilitationsschrift Affekt, Repräsentanz, Interaktion und Symptombelastung bei Panikstörungen wurde 2006 veröffentlicht. Im selben Jahr erhielt er für zwei Jahre eine Universitätsprofessur an der Innsbrucker Universität. Danach war er bis 2010 stellvertretender Leiter des dortigen Instituts für Psychologie.
Im Jahr 2010 erhielt Benecke einen Ruf an die Universität Kassel, hat seitdem die dortige Professur für Klinische Psychologie und Psychotherapie inne und bietet unter anderem ein empirisches Projektseminar Klinische Psychotherapie-Prozessforschung an.

## Wirken
Beneckes Forschungsschwerpunkte sind die klinische Emotionsforschung und die Psychotherapieforschung. Er beteiligt sich an der Ausbildung von Psychotherapeuten, engagiert sich berufspolitisch, war an verschiedenen Arbeits- oder Koordinierungsgruppen beteiligt, ist Sprecher der Arbeitsgruppe Operationalisierte Psychodynamische Diagnostik (OPD) und Mitherausgeber verschiedener Fachzeitschriften.

### Aufgaben- und Verantwortungsbereiche
Von 2003 bis 2021 gehörte Benecke der Forschungskommission der Deutschen Psychoanalytischen Gesellschaft (DPG) an, deren Leitung er zwischen 2009 und 2017 innehatte. Auf ihren Jahrestagungen stellt die DPG im Rahmen eines sogenannten Forschungsforums den Tagungsteilnehmern regelmäßig psychoanalytisch orientierte Forschungsprojekte und ihre Ergebnisse vor, an denen Mitglieder, Weiterbildungskandidaten und Gäste arbeiten. An den Präsentationen war Benecke mehrfach mit Beiträgen beteiligt.
Von 2009 bis 2020 war Benecke Mitglied im wissenschaftlichen Beirat der Lindauer Psychotherapiewochen und gehört seit 2020 neben Peter Henningsen und Dorothea Huber der wissenschaftlichen Leitung an. Als Mitglied im Psychotherapie-Beirat Österreich arbeitete Benecke zwischen 2008 und 2010 in der Arbeitsgruppe zur Erstellung von Leitlinien zur Behandlung von Angststörungen mit und war an der Erarbeitung der AWMF-Leitlinie S3 beteiligt. Zwischen 2012 und 2018 war er für den Bereich Approbation Psychologische Psychotherapie Sachverständiger für das Institut für medizinische und pharmazeutische Prüfungsfragen (IMPP).
Benecke gehört der Arbeitsgruppe Operationalisierte Psychodynamische Diagnostik (OPD) an, veröffentlicht darüber – beispielsweise schrieb er auf deren Website eine Einführung in das Verfahren – und ist seit 2016 Sprecher der Arbeitsgruppe. Überdies organisiert er zu dieser psychodiagnostischen Methode Symposien, wie 2023 aus Anlass des 30-jährigen Jubiläums der OPD und des zeitgleichen Erscheinens seiner dritten Version, wobei Benecke gemeinsam mit Heidi Möller zum Thema OPD und Management referierte.
Am Lou Andreas Salomé Institut für Psychoanalyse und Psychotherapie beteiligt er sich an der Ausbildung und ist unter anderem Supervisor für tiefenpsychologisch-fundierte Psychotherapien. Überdies ist er Mitherausgeber von Fachzeitschriften, beispielsweise der Zeitschrift für Psychosomatische Medizin und Psychotherapie, dem Organ der Deutschen Gesellschaft für Psychosomatische Medizin und ärztliche Psychotherapie (DGPM). Gemeinsam mit Lilli Gast, Marianne Leuzinger-Bohleber und Wolfgang Mertens gibt er die bei Kohlhammer erscheinende Reihe Psychoanalyse im 21. Jahrhundert heraus.

### Berufspolitische Arbeit
Mit der Psychotherapeutenausbildung ist Benecke auch berufspolitisch befasst. Am 1. September 2020 trat 100 Jahre nach dem Tod von Wilhelm Wundt das neue Gesetz zur Reform der Psychotherapieausbildung in Kraft. Es stelle „die akademische Psychologie an den Hochschulen vor eine der größten Veränderungen ihrer Geschichte“, wie Ingo Jungclaussen in Report Psychologie – der Verbandszeitschrift des Berufsverbands Deutscher Psychologinnen und Psychologen (BDP) – schrieb. Benecke äußerte sich im Gespräch mit Jungclaussen unter anderem zu der Frage, ob wegen der Überbetonung der klinischen Psychologie Anlass zur Sorge bestehe, „es sei das Ende der Psychologie gekommen“. Das seien laut Benecke „Katastrophenszenarien“. Er glaube nicht, dass es „die seit Kurzem viel beschworene Einheit des Faches überhaupt je gegeben“ habe. Insgesamt sieht Benecke in dem neuen Gesetz mehr Chancen als Risiken und meint, manches sei „derzeit noch nicht vorstellbar, wahrscheinlich weil noch arg viele Klischees herumgeistern“.
Bei der Bundespsychotherapeutenkammer ist Benecke Mitglied der Koordinierungsgruppe des Projekts „Transition“ zur Novellierung des Psychotherapeutengesetzes.

## Rezeption
Unter dem Titel Freud lebt! befasste sich Fanny Jiménez 2016 in der Tageszeitung Die Welt mit einem Teil der Geschichte der Psychoanalyse im Vergleich mit der Verhaltenstherapie und sprach dabei unter anderem mit Cord Benecke. Er sei „einer der wenigen“ gewesen, „die schon vor Jahren versuchten, der Psychoanalyse einen empirischen Unterbau zu geben“. Die Psychoanalyse habe, so Benecke mit Blick auf die Psychotherapieforschung, „die letzten 30 Jahre verschlafen“ und es sei beschwerlich gewesen, die Kollegenschaft dafür zu gewinnen, sich an Wirksamkeitsstudien zu beteiligen. Dieser Schlaf sei laut Benecke „verhängnisvoll gewesen“, denn solche Studien benötigen insgesamt „etwa 15 Jahre“, was „kaum in eine normale Forscherbiografie“ passe. Inzwischen erscheine jedoch eine Langzeitstudie nach der anderen und belege die Wirksamkeit des Verfahrens.

## Mitgliedschaften
- Lou Andreas Salomé Institut in Göttingen[12]
- Deutsche Psychoanalytische Gesellschaft (DPG)
- Deutsche Gesellschaft für Psychoanalyse, Psychotherapie, Psychosomatik und Tiefenpsychologie (DGPT)
- Arbeitskreis Operationalisierte Psychodynamische Diagnostik (OPD)
- Gesellschaft zur Erforschung und Therapie von Persönlichkeitsstörungen (GePs)
- International Society for Facial Expression (ISFE)[13]
- Society for Psychotherapy Research (SPR)
- Arbeitsgemeinschaft Psychodynamischer Professorinnen und Professoren (AGPPP)

## Schriften (Auswahl)
- Mimischer Affektausdruck und Sprachinhalt. Interaktive und objektbezogene Affekte im psychotherapeutischen Prozeß. Dissertation (= Psychoanalyse im Dialog. Band 12). Lang, Bern, Berlin, Bruxelles, Frankfurt a. M., New York, Oxford, Wien 2002, ISBN 3-906768-06-6.
- Affekt, Repräsentanz, Interaktion und Symptombelastung bei Panikstörungen. Habilitationsschrift. Tectum-Verlag, Marburg 2006, ISBN 3-8288-9180-2.
- Klinische Psychologie und Psychotherapie. Ein integratives Lehrbuch. Kohlhammer, Stuttgart 2014, ISBN 978-3-17-021696-9.
- Psychodynamische Therapien und Verhaltenstherapie im Vergleich. Zentrale Konzepte und Wirkprinzipien (= Psychodynamik kompakt). Vandenhoeck & Ruprecht, Göttingen 2016, ISBN 978-3-525-40568-0.
- Negative Affekte in der Psychotherapie. Hrsg.: Michael Ermann (= Lindauer Beiträge zur Psychotherapie und Psychosomatik). Kohlhammer, Stuttgart 2018, ISBN 978-3-17-035138-7.
- Cord Benecke, Hermann Staats: Psychoanalyse der Angststörungen. Modelle und Therapien (= Psychoanalyse im 21. Jahrhundert). Kohlhammer, Stuttgart 2017, ISBN 978-3-17-022614-2.
- Cord Benecke, Felix Brauner: Motivation und Emotion. Psychologische und psychoanalytische Perspektiven (= Psychoanalyse im 21. Jahrhundert). Kohlhammer, Stuttgart 2017, ISBN 978-3-17-022278-6.
- Cord Benecke, Heidi Möller: OPD-basierte Diagnostik im Coaching. In: Organisationsberatung, Supervision, Coaching. Sonderheft. 2013, ISSN 1618-808X, S. 183–198, doi:10.1007/978-3-642-37966-6_12.
- Wolfgang Schneider, Cord Benecke, Guillermo de la Parra, Harald J. Freyberger, Initialgruppe OPD: Operationalisierte Psychodynamische Diagnostik. Entwicklungsgeschichte, Konzepte und Perspektiven. In: Psychotherapeut. Band 63, Nr. 5, 2018, S. 373–380, doi:10.1007/s00278-018-0305-1.
- Birger Dulz, Cord Benecke, Hertha Richter-Appelt (Hrsg.): Borderline-Störungen und Sexualität. Ätiologie – Störungsbild – Therapie. Schattauer, Stuttgart, New York 2009, ISBN 978-3-7945-2453-2.